# 林門悦
林 門悦（はやし もんえつ、1756年（宝暦6年） - 1813年12月6日（文化10年11月14日））は、江戸時代の囲碁棋士で、家元林家の九世林門悦。八世林祐元門入の実子と見られる。七段上手。門悦は聞悦とも書いた。林家代々の名で九世林門入、林門悦門入と書かれることもあるが、実際には門入を名乗った記録はない。
安藤如意『座隠談叢』では五世林因長門入の実子とされているが、補追の渡辺英夫は年齢が合わないことから林祐元門入の子と思われるとしている。1775年(安永4年)に初段で御城碁初出仕。この当時は林家に有力な門人がなく、20歳ぐらいで跡目になったと見られる。『御城碁謄譜書』には、本因坊察元弟子門入養子とある。祐元門入は1790年(寛政2年)に隠居し、家督を継いで九世林門悦となる。御城碁には38年間42局出仕。「手合上手なりと雖も力量伴わずとの評あり」とも述べられるが、後には本因坊烈元に先番勝ちを収めるほどにもなり、渡辺は晩年の七段昇段の忍耐力は偉大としている。
実子の林鐵元門入を1805年(文化2年)に跡目とし、鐵元の子が早世したために本因坊元丈に門下の船橋元美（林元美）を鐵元の跡目とすることの内諾を得ていたと見られる。門譽門悦居士と謐す。

## 御城碁戦績
- 1775年(安永4年) 三子9目勝 本因坊烈元
- 1776年(安永5年) 三子中押勝 井上春達因碩
- 同年 三子中押勝 安井仙哲
- 1777年(安永6年) 二子11目負 坂口仙徳
- 同年 白番ジゴ 酒井石見守
- 1778年(安永7年) 二子8目勝 安井仙哲
- 同年 二子16目勝 井上春達因碩
- 1779年(安永8年) 二子中押負 坂口仙徳
- 1780年(安永9年) 二子7目負 井上因達
- 同年 先番2目負 安井仙角仙知
- 1782年(天明2年) 先番中押負 安井仙角仙知
- 同年 二子13目勝 井上春達因碩
- 1783年(天明3年) 先番中押負 井上因達
- 1784年(天明4年) 先番ジゴ 河野元虎
- 同年 二子6目勝 本因坊烈元
- 1785年(天明5年) 二子3目勝 本因坊烈元
- 同年 先番9目負 井上因達因碩
- 1786年(天明6年) 二子ジゴ 本因坊烈元
- 1787年(天明7年) 先番中押負 安井仙角仙知
- 1788年(天明8年) 先番1目勝 河野元虎
- 1789年(寛政元年) 先番3目勝 井上因達因碩
- 1790年(寛政2年) 先番1目負 本因坊烈元
- 1791年(寛政3年) 先番1目勝 河野元虎
- 1792年(寛政4年) 先番1目勝 井上因達因碩
- 同年 先番10目勝 本因坊烈元
- 1794年(寛政6年) 先番1目勝 本因坊烈元
- 1795年(寛政7年) 先番中押負 安井仙角仙知
- 同年 先番3目負 本因坊烈元
- 1796年(寛政8年) 白番7目負 井上春策
- 1797年(寛政9年) 先番1目勝 井上因達因碩
- 1798年(寛政10年) 白番3目負 井上春策
- 1800年(寛政12年) 白番12目負 井上因達因碩
- 1801年(享和元年) 白番ジゴ 本因坊元丈
- 1803年(享和3年) 先番ジゴ 本因坊元丈
- 1804年(文化元年) 先番ジゴ 井上春策
- 1805年(文化2年) 先番ジゴ 安井仙角仙知
- 1806年(文化3年) 白番中押負 井上春策因碩
- 1807年(文化4年) 白番ジゴ 安井知得
- 1808年(文化5年) 白番6目負 井上春策因碩
- 1809年(文化6年) 先番2目負 安井仙角仙知
- 1810年(文化7年) 先番ジゴ 本因坊元丈
- 1812年(文化9年) 白番5目負 本因坊元丈

## 注
1. ↑  林裕「人とその時代」（『親仙徳・大仙知 日本囲碁大系7』筑摩書房 1977年）、生没年は浅草誓願寺快楽院過去帳で58歳没とあることからの推測。『坐隠談叢』では生年不詳、没年は1816年（文化13年）。